# Асоціація жінок-хірургів
Асоціація жінок-хірургів (англ. Association of Women Surgeons (AWS)) — некомерційна освітньо-професійна організація, заснована 1981 року. Має понад 2000 представників і представниць із 21 країни. Це одна з найбільших міжнародних організацій, які мають за мету підтримати, зміцнити відносини між жінками-хірургами та сприяти обміну інформацією протягом кар'єри. Місія організації: «Надихати, заохочувати і давати можливість лікаркам досягати особистих і професійних цілей».

## Історія
Заснована в 1981 році, коли лікарка Патрісія Нуманн розмістила запрошення на сніданок для жінок-хірургів під час Жовтневого засідання Американського коледжу хірургів у готелі «Гілтон», Сан-Франциско. Асоціація була створена в 1986 році.

## Відділи
Асоціація складається з п'яти місцевих відділів:
- Аризона
- Массачусетс
- Північна Кароліна (Шарлотта)
- Вірджинія
- Вашингтон, округ Колумбія

Крім того, на національному та міжнародному рівнях існує понад 50 керівниць Асоціації студентів. Багато установ мають інституційні підрозділи. AWS Medical Student.

## Ключові колаборації та партнерства
- Асоціація академічної хірургії — підтримується зв'язок між Радою обох організацій; створює план щодо проведення обідів для жінок-хірургів під час академічного хірургічного конгресу.
- Американський коледж хірургів — підтримується зв'язок з Консультативною радою, Комітетом жінок-хірургів, Радою резидентів та асоційованих членів організації із питань загальної хірургії.
- Жінки у хірургії, Африка — лідери Асоціації, зокрема лікарка Патриція Нуманн та Гіларі Санфей рекомендували дозволити вступ жінок у хірургію у 2015 році.
- Міжнародне хірургічне товариство — під час дворічного Всесвітнього конгресу хірургії Асоціація працює з міжнародними організаціями жінок-хірургів для розробки освітніх панелей та соціальних заходів.

## Президенти
- 1981—1988 — Патрісія Нуман
- 1988—1990 — Tamar Earnest
- 1990—1992 — Мері Маккарті
- 1992—1994 — Лінда Філліпс
- 1994—1995 — Маргарет Данн
- 1995—1996 — Джойс Маджуре
- 1996—1997 — Маргарет Кемєні
- 1997—1998 — Leigh Neumayer
- 1998—1999 — Бет Саттон
- 1999—2000 — Dixie Mills
- 2000—2001 — Кім Ефгрейв
- 2001—2002 — Міріам Курет
- 2002—2003 — Сьюзен Кайзер
- 2003—2004 — Вівіан Гахтан
- 2004—2005 — Сьюзен Стюарт
- 2005—2006 — Хіларі Санфей
- 2006—2007 — Патрісія Берген
- 2007—2008 — Мері Хукс
- 2008—2009 — AJ Copeland
- 2009—2010 — Розмарі Козар
- 2010—2011 — Мерилін Маркс
- 2011—2012 — Бетсі Таттл-Ньюхолл
- 2012—2013 — Сьюзен Порі
- 2013—2014 — Даніель Уолш
- 2014—2015 — Ненсі Гантт
- 2015—2016 — Amalia Cochran
- 2016—2017 — Крістін Ларонга
- 2017—2018 — Celeste Hollands
- 2018—2019 — Саре Паренгі

## Переможці та їх нагороди
- АЖХ / Ethicon Fellowship — $ 27500 необмежений дослідницький грант, що надається щорічно члену асоціації.
- Нагорода професора Кім Ефгрейв — надає академічним установам можливість визначним жінкам-хірургам виступити доповідачем від Фонду АЖХ.
- Нагорода Ніни Старр Браунвальд (1993 — нині) визнає члена організації як впливого вченого-хірурга.
- Нагорода Ольги Джонассон, заслуженого члена премії (1990 — дотепер) надається щорічно члену АЖХ, який завдяки видатному наставництву заохочує жінок-хірургів реалізувати свої особисті та професійні цілі.
- Почесний член Премії минулих президентів (1990 — дотепер) присуджують щорічно нечленам, які підтримують цілі та місію АЖХ. Показово, що 16 одержувачів цієї нагороди були чоловічими хірургами.
- Премія «Видатна жінка-Хіларі Санфей» (1999-дотепер) визнає видатних учениць (майбутніх лікарів), які демонструють власний потенціал у хірургії.
- Премія для студентів медичних закладів Патриції Нуман (2003 — дотепер) була створена для заохочення та підтримки студенток-медиків, які проходять кар'єру в хірургії.
- Жінки-хірурги в країнах з низьким і середнім рівнем доходу (2016-дотепер), створено, щоб лікарка змогла взяти участь у хірургічному засіданні, семінарі або освітній можливості.